# Guainville
Guainville település Franciaországban, Eure-et-Loir megyében. Lakosainak száma 684 fő (2022. január 1.). Guainville Neauphlette és La Chaussée-d’Ivry községekkel határos.

## Népesség
A település népességének változása:
| Lakosok száma | 256  | 412  | 555  | 654  | 719  | 725  | 655  | 656  | 661  | 684  |
|               | 1968 | 1982 | 1990 | 2006 | 2013 | 2015 | 2017 | 2019 | 2020 | 2022 |